# Sigurd Sigurdsson Markusfostre
Sigurd Sigurdsson Markusfostre (* spätestens 1155, als sein Vater getötet wurde; † 29. September 1163 in Gravdal (im heutigen  Bergen)) war ein norwegischer Gegenkönig. Seine Eltern waren König Sigurd Munn (ca. 1132–1155).
Er war König der Aufständischen, die Håkon Herdebrei unterstützt hatten, wurde aber von den Leuten um Erling Skakke gefangen genommen und geköpft.
Sigurd wurde beim Adligen Markus von Skog in Ringsaker in Hedmark aufgezogen. Nachdem Håkon Herdebrei 1162 getötet worden war, fand der Rest seiner Mannen unter Führung des Jarls Sigurd Hallvardsson zu Markus von Skog, der ein Freund von Jarl Sigurd war. Dort riefen sie Sigurd Markusfostre zum König aus, während Jarl Sigurd die Unternehmungen leitete.
Im Herbst 1162 und im folgenden Winter hielt sich König Sigurd mit seinem Gefolge in Viken und Opland auf. Sie hatten ein großes Heer zu unterhalten und hatten bald Versorgungsprobleme. Erling Skakke saß in Tønsberg mit einer großen Mannschaft bereit zum Angriff. Heimskringla berichtet, dass die Gelegenheit dazu im Februar 1163 kam. Fagrskinna dagegen verlegt diese Ereignisse auf ein Jahr später. Da stießen die beiden Heere nordwestlich von Tønsberg in Re aufeinander. In dieser Schlacht fiel Jarl Sigurd, und der Rest der Männer floh in die Wälder. Markus und König Sigurd hätten einige Schiffe in Vik bekommen und seien nach Osten bis nach Konghelle gefahren. Dorthin fuhr auch Erling Skakke. König Sigurd und seine Männer suchten ganz im Süden auf Hisingen Zuflucht. Dort wurden sie von der Bevölkerung unterstützt, und Erling begnügte sich damit, ihnen die Schiffe wegzunehmen. Ohne Schiffe beschlossen sie, auf dem Landweg nach Nidaros zu gehen. Dort wurden sie gut aufgenommen, und Sigurd wurde auf dem Øyrating zum König ausgerufen. Sie hatten im Sommer 1163 großen Zulauf, erhielten Schiffe und fuhren von da nach Süden. Am 29. September wurden sie von einem Teil von Erling Skakkes Heer vor Bergen überrascht. Markus und Sigurd wurden gefangen genommen. Sigurd wurde dort geköpft, während Markus in Kvarven, heute Stadtteil von Bergen, aufgehängt wurde. Der Rest der Mannschaft löste sich auf. Nach der Fagrskinna geschah das 1164.
Sigurd war ein Königssohn, der Sohn Erling Skakkes Magnus Erlingsson aber nicht, sondern konnte seine Königswürdigkeit nur über seine Mutter Kristin begründen, die eine Tochter des Königs Jórsalafari war. Daher musste Erling Sigurd töten, um die ernsthafte Konkurrenz für seinen Sohn auszuschalten.
Sigurd konnte sein Königsamt nie ausüben, da er kaum 10 Jahre alt wurde.